# Amélie de Lautrec
Pour les articles homonymes, voir Amelius (homonymie).
Ne doit pas être confondu avec Amelius de Lautrec.
Amélie, Ameil ou Amélius de Lautrec (ou Lautrico), est un prélat catholique français du XIVe siècle, évêque de Castres entre 1328 et 1338.
Il ne semble pas avoir de lien avec la famille de Lautrec.

## Biographie
Amélie de Lautrec est tout d'abord abbé de Saint-Sernin, de 1321 à 1336. Dans le cadre de cette fonction, il est déféré par le viguier de Toulouse devant l'Inquisition, pour avoir annoncé que « les âmes ne sont immortelles que par leur grâce ». Il est néanmoins relaxé, après que le tribunal religieux ait jugé ses dires comme vrais. Le parlement de Paris confirme cette décision par arrêt, le 20 janvier 1325.
Il est ensuite nommé évêque de Castres, le 5 décembre 1326, en  janvier 1327 ou en 1328. Selon les sources, il semble être le deuxième ou le troisième évêque de Castres. De même, sa date de mort est sujet à controverse, Pierre Borel la situant en 1335 et R.P Richard en 1338.